# Rotering

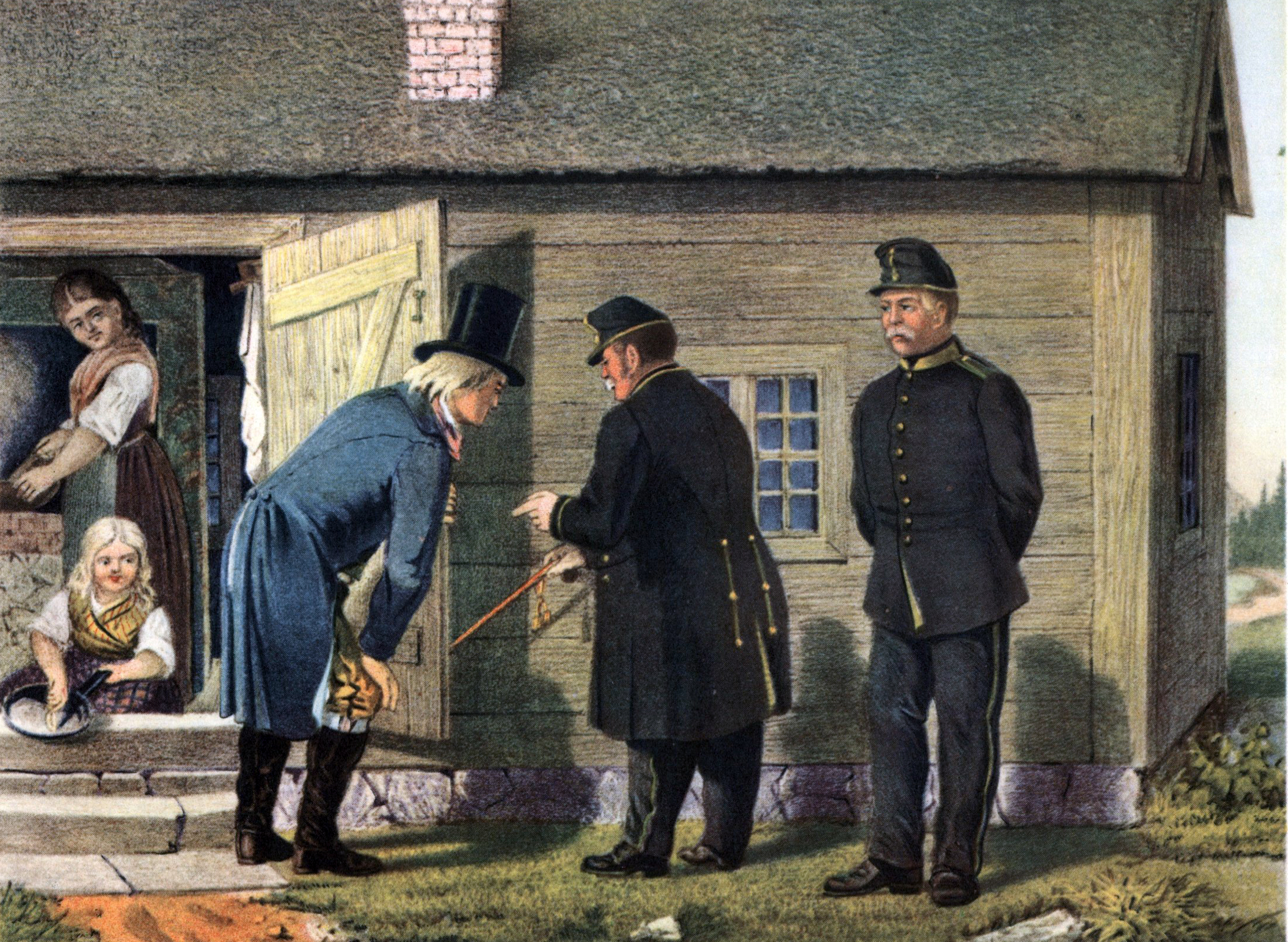
Besiktning av soldattorp av kompanichefen, den indelte soldaten och rotebonden. Färglitografi av V.L.E. Sparre (1866).

Rotering eller det ständiga knektehållet uppkom som ett åtagande från allmogens sida, att ständigt hålla ett visst antal män under vapen. I gengäld åtnjöt man frihet från utskrivning. 
Ägarna av den roteringsskyldiga jorden indelades i rotar. Varje rote skulle anskaffa, utrusta och avlöna en soldat. I allmänhet skulle två hela gårdar bilda en rote. Om gårdarna var små, kunde roten bestå av tre eller fler gårdar. Den största gården i roten, på vars mark soldattorpet vanligen byggdes, kallades stamrote och ansvarade för att rotens skyldighet uppfylldes. Övriga gårdar kallades strörotar. 
För att slippa det ovissa med utskrivningar, enligt det äldre indelningsverket, ingick några landskap ett avtal med kronan om att, mot befrielse från utskrivning, ständigt hålla ett visst antal man till krigstjänst. Så åtog sig Dalarna redan 1621 att uppställa 1400 man. Dylika avtal om ständigt knektehåll ingicks även mellan kronan och allmogen i vissa socknar av Västmanland 1623, Jämtland 1645, Västerbotten 1649 och Hälsingland 1675.
Under Karl XI infördes det ständiga knektehållet, eller yngre indelningsverket,  i nästan hela riket. Det skedde genom ömsesidiga avtal mellan landskapen och kronan. Endast Österbotten vägrade till 1733 att delta i det ständiga knektehållet. Genom dessa avtal, s.k. knektekontrakt, förband sig landskapet att "utgöra ett regemente", vilket utan avkortning skulle bestå av 1200 soldater "med korpraler och gemene". Vissa undantag gavs dock, t.ex. i Småland där regementena skulle bestå av 1100 soldater.
Undantagna från roteringen var adelns rå- och rörshemman, kungsgårdar, prästgårdar, civila och militära boställen, rusthåll, bergsmanshemman och bergsfrälse samt gästgivargårdar.
Med uttrycket tjänsten på roten avsågs i den indelta armén de övningar och den kontroll av vapen och utrustning, soldatens uppförande och disciplin som förekom när inte förbanden var sammandragna till övningsläger, kommenderingar eller krigstjänst.